# 索卡利
索卡利（羅馬化：Sokal）是乌克兰利沃夫州舍普季茨基区索卡利市镇内的城市及该市镇的行政中心，2020年7月18日前为索卡爾區的行政中心。該市面積8.47平方公里，海拔高度198米，2022年人口数量为20,373人，人口密度每平方公里2,405人。

## 图集

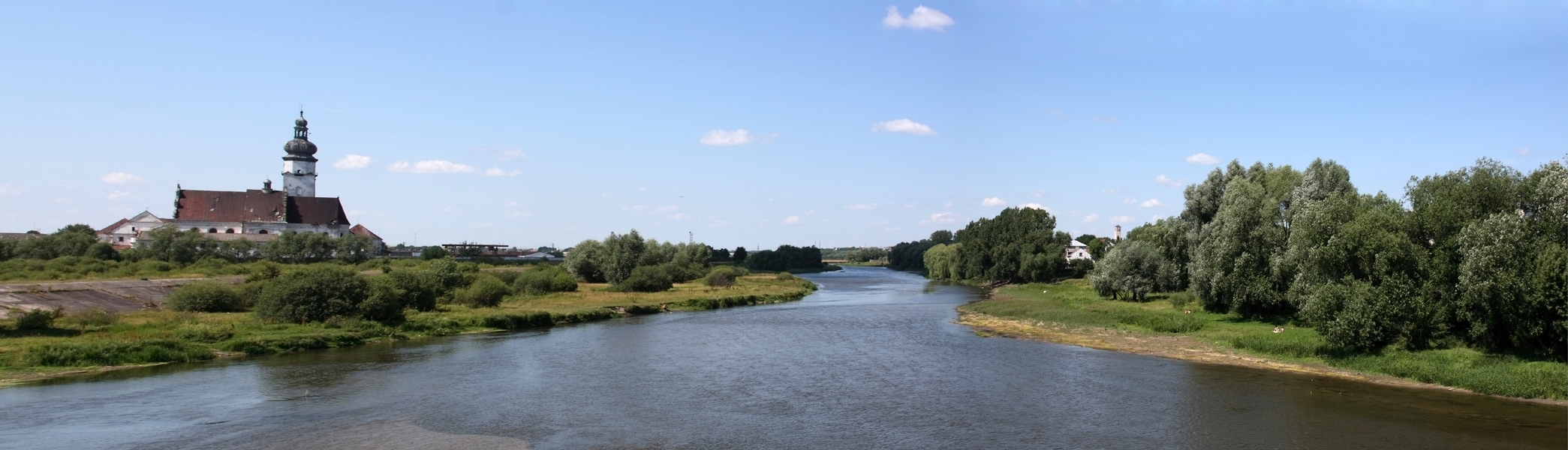
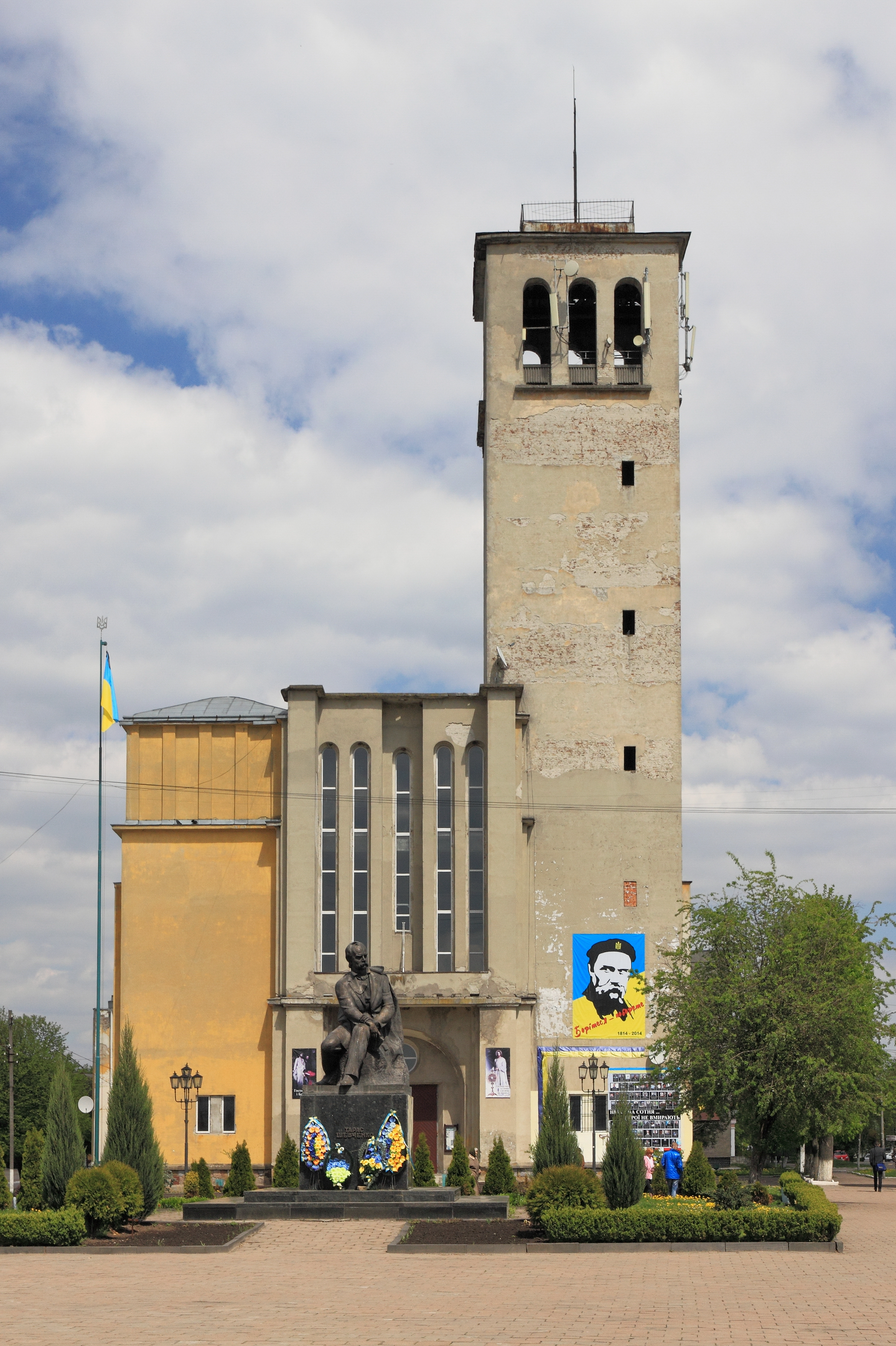
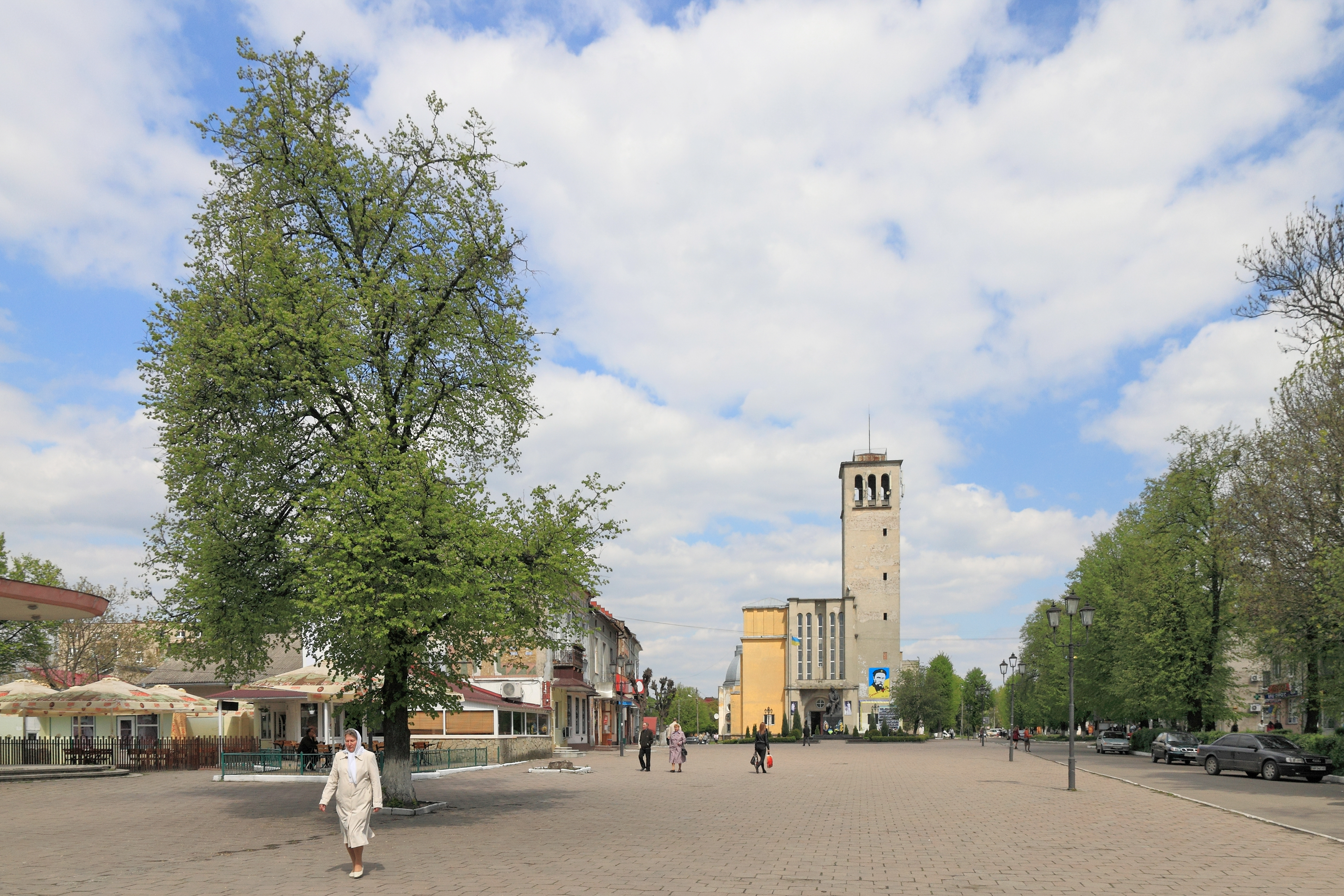
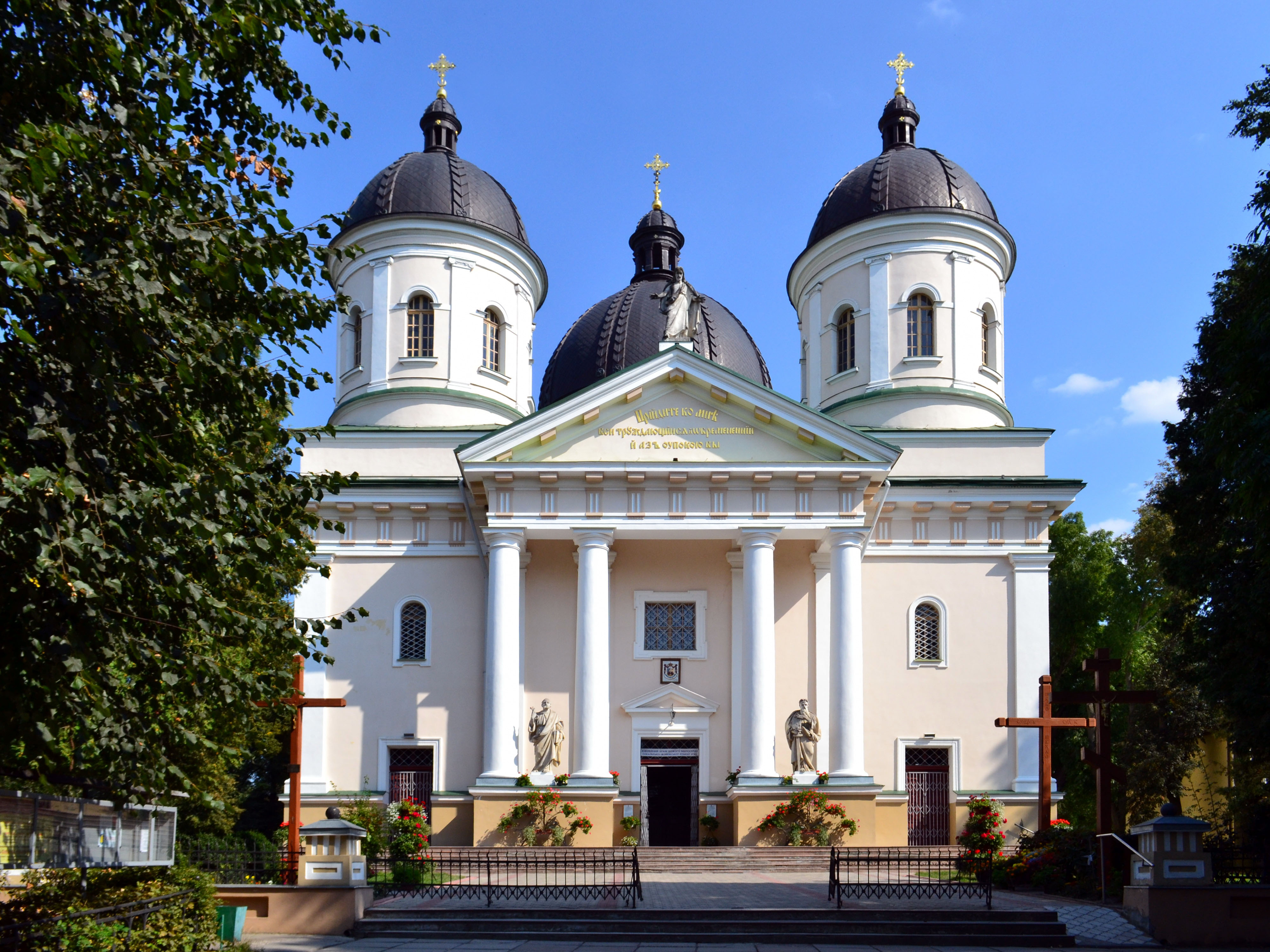
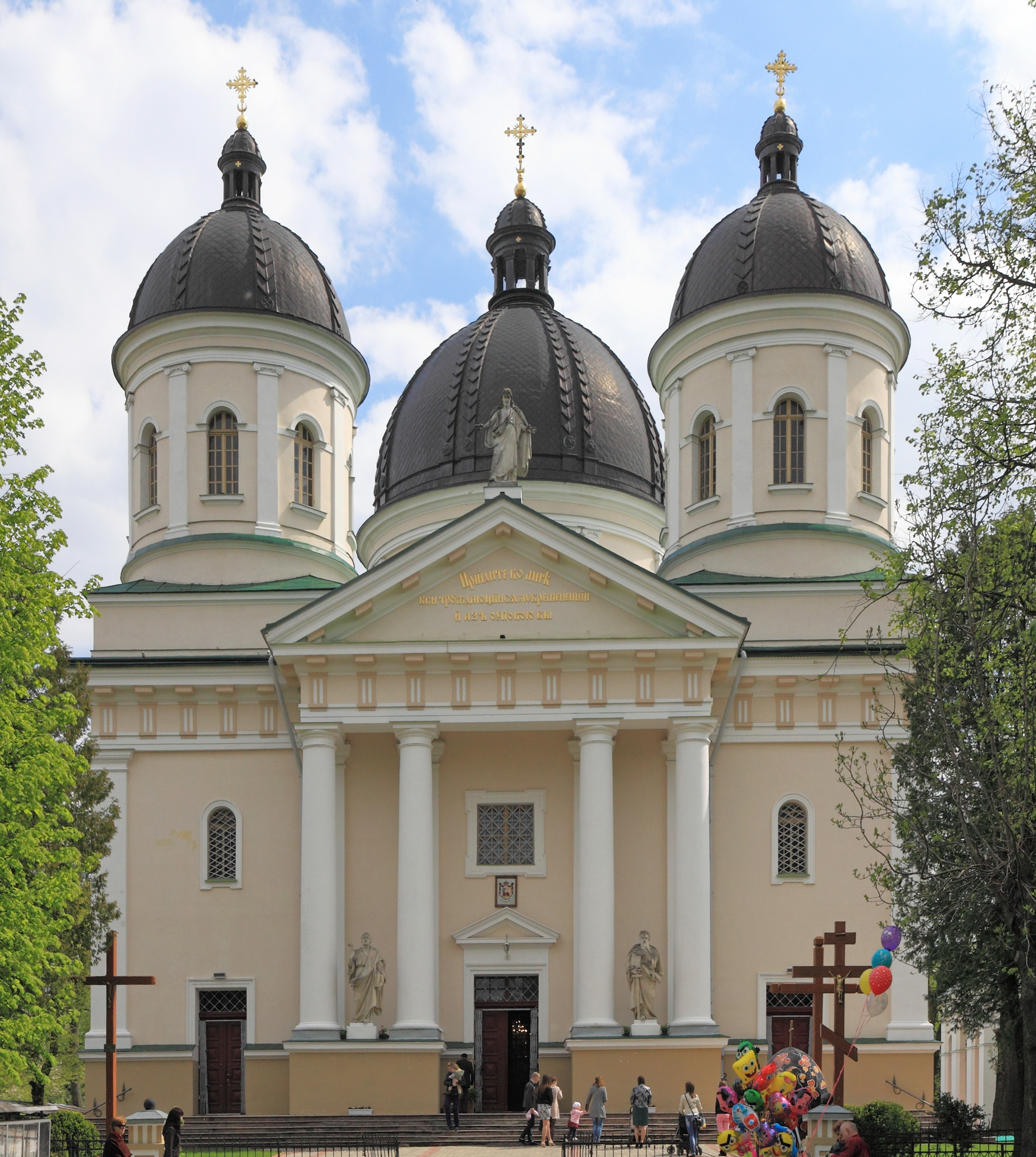
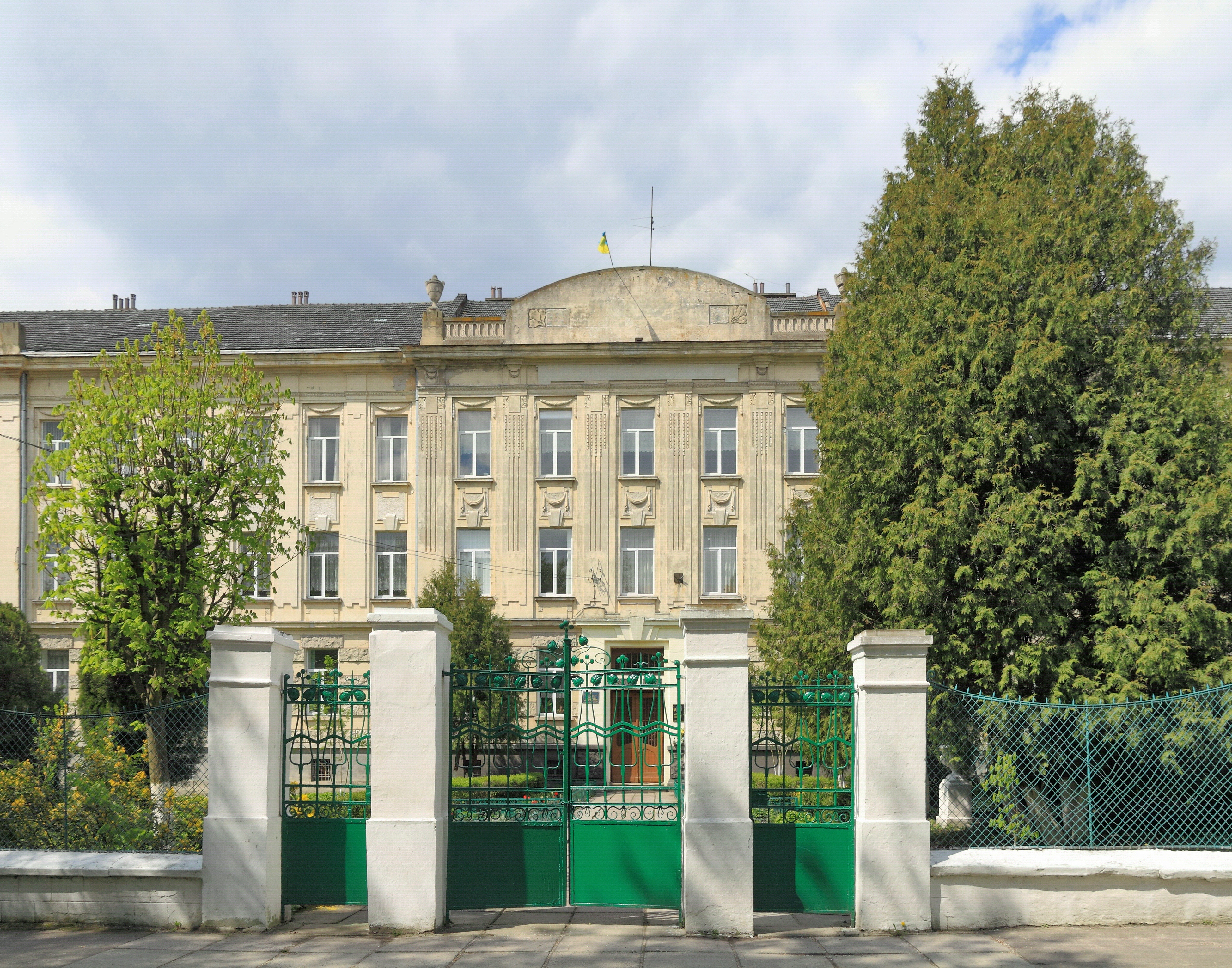
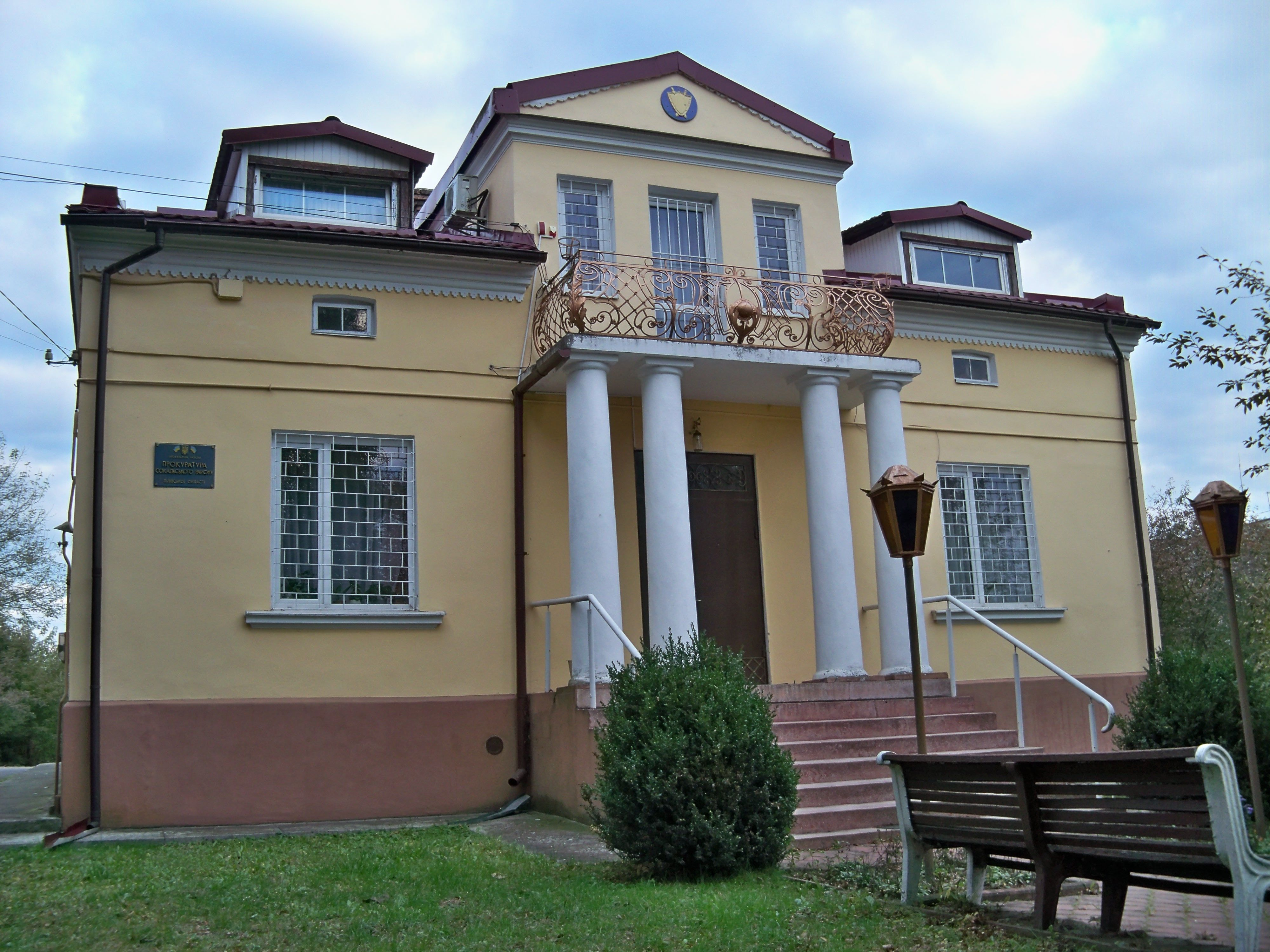
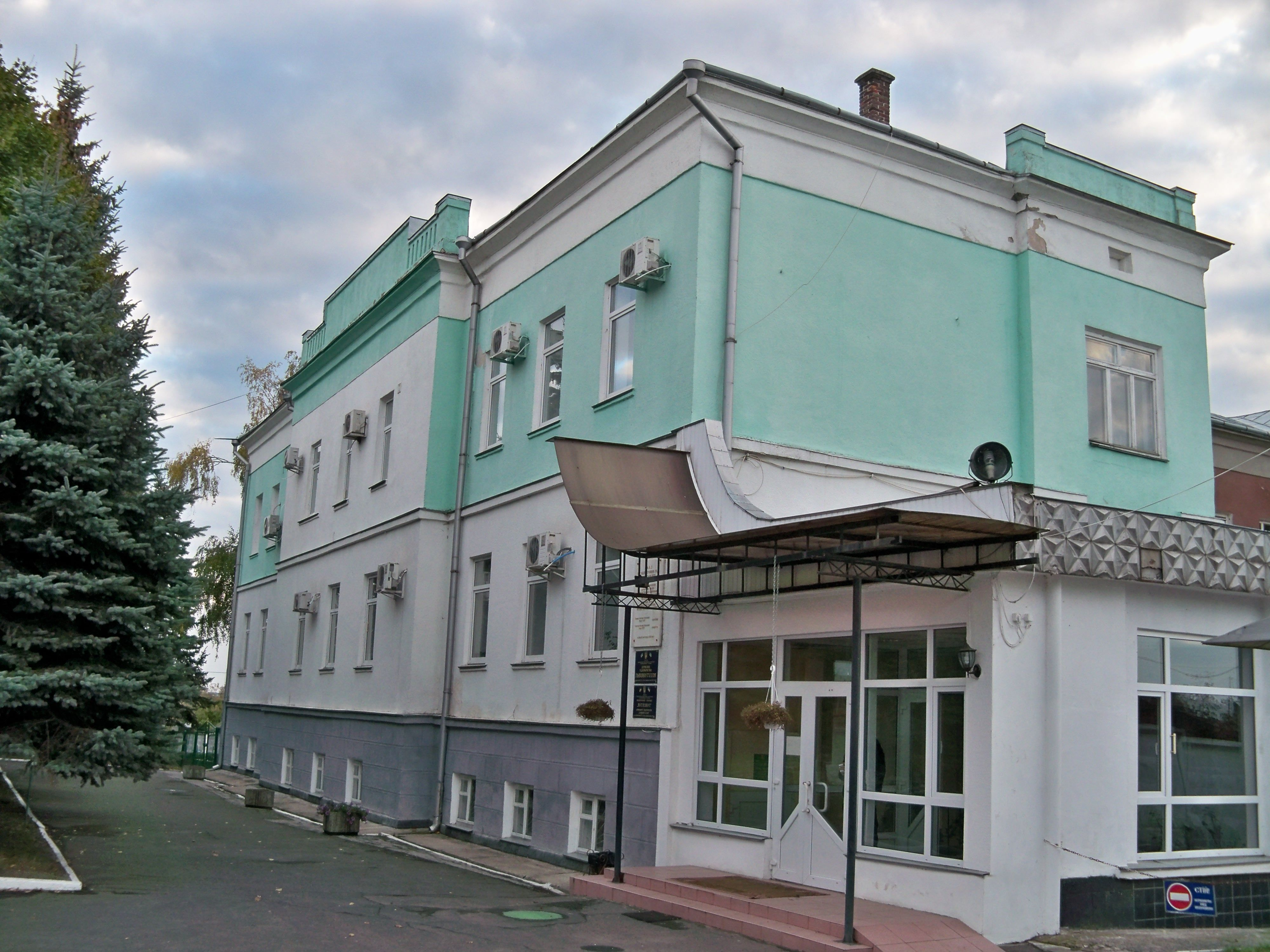